# Morteros
Morteros é um município da província de Córdova, na Argentina.